# Halid Bešlić
Halid Bešlić (ur. 20 listopada 1953 we Vrapci) – bośniacki piosenkarz.
Wykonuje muzykę folk i pop z tradycyjną muzyką bałkańską. Należy do najpopularniejszych piosenkarzy Zachodnich Bałkanów. Znany także na Węgrzech, w Rumunii i Bułgarii.
W marcu 2009 r. został ranny w głowę w wypadku samochodowym niedaleko Sarajewa. Halid nie miał zapiętych pasów bezpieczeństwa. Dlatego doznał kilku urazów twarzy i prawego oka. Próby ratowania oka zostały podjęte w szpitalach w Bośni i Hercegowinie, Turcji i Belgii, ale bez powodzenia.

## Dyskografia
- Singlovi (1979)
- Sijedi starac (1981)
- Pjesma samo o njoj (1982)
- Neću, neću dijamante (1984)
- Zbogom noći, zbogom zore (1985)
- Zajedno smo jači (1986)
- Otrov mi dajte (1986)
- Eh kad bi ti (1987)
- Mostovi tuge (1988)
- More i planine (1990)
- Ljiljani (1991)
- Sarajevo, grade moj (1993)
- Ne zovi me, ne traži me (1996)
- Robinja (1997)
- U ime ljubavi (2000)
- Prvi poljubac (2003)
- Halid 08 (2007)